# San Jose (Romblon)
Pour les articles homonymes, voir San Jose.
San Jose est une localité de la province de Romblon, aux Philippines. En 2015, elle compte 10 881 habitants.